# Fender Showman
Model Fender Showman je gitarsko pojačalo koje je Fender proizvodio od 1960. – 1993. godine. Dizajn glave pojačala s modelom Showman Reverb u Silverfaci i Blackface verziji uspješna je nadogrdnja modela pojačala Bassman i Bandmaster. Neki od poznatih glazbenika koji su svirali na Showman modelu pojačala su: surf rock gitarista Dick Dale (poznat i po eksperimentiranju s efektima na Fender pojačalima), i Pete Townshend gitarist sastava The Who. Dok modeli Dual Showman i Showman Dual Reverb u uporabi Chuck Berrya i Jimi Hendrixa postali su sinonim za rock and roll i blues rock glazbu.

## Karakteristike
| Model                                   | Godina proizvodnje | Elektronički krug-(model) | Cijevi u pojačalu                 | Cijevi u pretpojačalu | Efektivna izlazna snaga        | Konfiguracija                            | Zvučnik                               | Ispravljač  |
| Fender Showman                          | 1960. – 1962.      | 6G14, AA763               |                                   | 2 x 7025.             | 85W                            |                                          | model s 1 x 12" ili 1 x 15", otpor 8Ω |             |
| Fender Blonde Showman                   | 1960. – 1963.      | 6G14, 6G14-A              | 6G14: 4 x 6L6 ; 6G14-A: 4 x 5881. | 2 x 7025              | 100W                           | glava pojačala, nadogradnja              | 1 x 12", otpor 8Ω                     | solid state |
| Fender Blackface Showman                | 1963. – 1967.      | AA763                     | 4 x 6L6                           | 2 x 7025              | 85W                            | nadogradnja                              | 1 x 12", otpor 8Ω                     | solid state |
| Fender Dual Showman                     | 1965. – 1967.      |                           | 4 x 6L6GC                         | 12AT7; 4 x 7025       | 100W                           |                                          | 4 x 12" (FM 412), otpor 4,8 ili 16Ω   |             |
| Fender Silverface Showman               | 1968. – 1970.      | AC568, AB763, AA768       | 4 x 6L6GC                         | 2 x 7025              | 85W                            | nadogradnja                              | 1 x 15", otpor 8Ω kabinet 4Ω          | solid state |
| Fender Showman Dual Reverb              | 1968. – 1981.      | TFL5000D, AA270, AA769    | 4 x 6L6GC                         | 7025                  | od '68-76 100W; od '77–81 135W | nadogradnja glave s pridodanim kabinetom | 2 x 15”, otpor 4Ω                     | solid state |
| Fender Showman Red Knob (crveni potovi) | 1987. – 1993.      |                           | 4 x 6L6                           |                       | od najmanje 25 do najviše 100W | nadogradnja                              | 4 x 12"                               | solid state |

## Ostali modeli
- Fender Silverface Dual Showman (1967. – 1969.)
- Fender Silverface Dual Showman Reverb (1968. – 1979.)

## Vanjske poveznice
- Fender Showman - specifikacija
- Fender nakon prvih 50 godina
- Fender Showman u vintage guitar magazine